# El Refugio (östra San Luis de la Paz kommun)
El Refugio är en ort i Mexiko.   Den ligger i kommunen San Luis de la Paz och delstaten Guanajuato, i den centrala delen av landet, 250 km nordväst om huvudstaden Mexico City. El Refugio ligger 2 014 meter över havet och antalet invånare är 132.
Terrängen runt El Refugio är huvudsakligen kuperad, men söderut är den platt. Runt El Refugio är det ganska glesbefolkat, med 24 invånare per kvadratkilometer. Närmaste större samhälle är San Luis de la Paz, 15,0 km sydväst om El Refugio. Omgivningarna runt El Refugio är i huvudsak ett öppet busklandskap.